# Talk That Talk
«Talk That Talk» — шостий студійний альбом барбадоської R&B співачки Ріанни. Випущений 18 листопада 2011 року лейблом Def Jam. Прем'єра головного синглу з альбому We Found Love відбулася на радіо Capital FM і в цей же день надійшла в продаж у США в Інтернет магазині iTunes.

## Список композицій
5 листопада 2011 року Ріанна підтвердила на своїй сторінці у Facebook про те, що в остаточний список композицій її нового альбому «Talk That Talk» ввійшли 14 пісень. Список композицій був оголошений в блозі Urban Bridgez.
| #   | Назва                                       | Автор | Продюсер(и)      | Тривалість |
| --- | ------------------------------------------- | --- | ---------------- | ---------- |
| 1.  | «You da One»                                | Лукаш Dr. Luke Готвальд, Робін Фенті, Джон Хілл, Генрі Волтер                                                     | Dr. Luke, Cirkut | 3:20       |
| 2.  | «Where Have You Been»                       | Лукаш Dr. Luke Готвальд                                                                                           |                  | 4:02       |
| 3.  | «We Found Love» (з участю Кельвіна Харріса) | Кельвін Харріс | Кельвін Харріс   | 3:36       |
| 4.  | «Talk That Talk» (з участю Jay-Z)           | |                  | 3:29       |
| 5.  | «Cockiness (Love It)»                       | |                  | 2:58       |
| 6.  | «Birthday Cake»                             | |                  | 1:18       |
| 7.  | «We All Want Love»                          | |                  | 3:57       |
| 8.  | «Drunk on Love»                             | Міккель С. Еріксен, Тор Ерік Херменсен, Естер Дін, Ромі Крофт, Трейсі Хейл, Олівер Сім, Джеймі Сміт, Берія Куреші | StarGate         | 3:32       |
| 9.  | «Roc Me Out»                                | |                  | 3:29       |
| 10. | «Watch n' Learn»                            | |                  | 3:31       |
| 11. | «Farewell»                                  | |                  | 4:16       |

| Бонус-треки у версії Deluxe edition | Бонус-треки у версії Deluxe edition | Бонус-треки у версії Deluxe edition | Бонус-треки у версії Deluxe edition |
| #                                   | Назва                               | Автор                               | Тривалість                          |
| ----------------------------------- | ----------------------------------- | ----------------------------------- | ----------------------------------- |
| 12.                                 | «Red Lipstick»                      |                                     | 3:37                                |
| 13.                                 | «Do Ya Thang»                       |                                     | 3:43                                |
| 14.                                 | «Fool In Love»                      | Лукаш Dr. Luke Готвальд             | 4:15                                |

Примітка
- Пісня «Red Lipstick» раніше називалась «Saxon».[2]

## Історія виходу
| Регіон          | Дата              | Формат               | Лейбл           |
| --------------- | ----------------- | -------------------- | --------------- |
| Німеччина       | 18 листопада 2011 | CD, digital download | Universal Music |
| США             | 21 листопада 2011 | CD, digital download | Def Jam         |
| Велика Британія | 21 листопада 2011 | CD, digital download | Def Jam         |